# Chinwe Okoro
Chinwe Okoro (Nigeria, 20 de junio de 1989) es una atleta nigeriana, especialista en la prueba de lanzamiento de disco, en la que logró ser subcampeona africana en 2018

## Carrera deportiva
En el Campeonato Africano de Atletismo de 2018 celebrado en Asaba (Nigeria) ganó la medalla de plata en el lanzamiento de disco, llegando hasta los 57.37 metros, tras su paisana nigeriana Chioma Onyekwere (oro con 58.09 metros) y por delante de la sudafricana Ischke Senekal (bronce con 53.82 metros).